# Liste der Schulen in Böckingen
Diese Liste der Schulen in Böckingen listet alle ehemaligen und heutigen Schulen im Heilbronner Stadtteil Böckingen auf.

## Einführung
Böckingen ist der nach der Kernstadt größte Stadtteil der Stadt Heilbronn. Vor der Eingemeindung nach Heilbronn 1933 hatte Böckingen ein eigenes bescheidenes Schulwesen und seit 1919 auch das Stadtrecht besessen. Gleichwohl hat es in Böckingen vor dem Zweiten Weltkrieg nur Volksschulen, aber keine weiterführenden Schulen gegeben. Drei der Böckinger Schulen entstanden zwischen 1870 und 1914, als die Einwohnerzahl von Böckingen aufgrund der Industrialisierung und dem Zuzug von Arbeitssuchenden stark anwuchs. Die heutige Dichte an Schulen in Böckingen geht zu einem bedeutenden Teil auf das Schulbauprogramm um 1970 zurück, als man im Zuge der Erschließung des großen Wohngebiets Schanz in dessen Umfeld auch Bildungseinrichtungen schuf und gleichzeitig in der Längelterstraße ein Kreisberufsschulzentrum errichtete.
Die Grünewaldschule und die Grundschule Alt-Böckingen sind reine Grundschulen, die Elly-Heuss-Knapp-Grund- und Hauptschule mit Werkrealschule und die Fritz-Ulrich-Schule sind kombinierte Grund- und Hauptschulen mit Werkrealschule, eine baden-württembergischen Besonderheit, die die Erlangung der Mittleren Reife ermöglicht. Weiterführende Schulen sind darüber hinaus die Heinrich-von-Kleist-Realschule und das allgemeinbildende Elly-Heuss-Knapp-Gymnasium Heilbronn. Der Schultyp der Sonderschule ist mit der Förderschule Neckartalschule vertreten, der der Berufsschule mit der Christiane-Herzog-Schule (Haus- und Landwirtschaftliche Kreisberufs- und Berufsfachschule) und der Andreas-Schneider-Schule (Kaufmännische Schule des Landkreises Heilbronn).
1996/97 wurden an allen Böckinger Schulen insgesamt 7.060 Schüler verzeichnet.

## Liste
| Bild | Name | Zeitraum  | Adresse                                                                                   | Bemerkungen |
| ---- | --- | --------- | ----------------------------------------------------------------------------------------- | --- |
|      | Altes Schulhaus | bis 1811  | Rathausgasse (heute: Rathausstraße)                                                       | Bis 1811 wurden in der alten Dorfschule alle Jahrgänge in einer Klasse unterrichtet. 1811 wurden die 150 Schulkinder in zwei Klassen aufgeteilt, wobei beide Schulklassen das alte Dorfschulhaus verließen und in das benachbarte alte Rathaus zogen. Im Gebäude verblieb bis 1878 noch die Wohnung des Schulmeisters. Bis 1832 wohnte dort der Schulmeister Neuz, danach der Schulmeister Ruoff. Das Haus wurde 1992 abgerissen. |
|      | Altes Rathaus | 1811–1878 | Ecke Rathausgasse (heute: Rathausstraße) und Heilbronner Straße (heute: Stedinger Straße) | Nach dem Umzug der Schule in das alte Rathaus 1811 erhielten die beiden Klassen je ein Klassenzimmer. 1847 kam noch ein drittes Klassenzimmer hinzu. Somit gab es für die 295 Böckinger Schüler eine Ober-, Mittel- und Unterklasse. Die hygienischen Verhältnisse des Gebäudes waren mangelhaft, so dass der Dekan Lechler bemerken musste: „Ein sehr schlimmer Umstand ist es, daß für die Knaben kein Abtritt vorhanden ist, so daß sie in großem Kreise vor der Schule herumstehend ihre natürlichen Bedürfnisse befriedigen.“ Nach dem Neubau der Friedenstraßenschule zog die Schule dorthin um. Das alte Rathaus wurde im Zweiten Weltkrieg beschädigt, seine Ruine 1950 abgetragen. |
|      | Friedenstraßenschule, Mädchenschule                                                                                         | 1878–1925 | Ecke Gartenstraße (heute: Schuchmannstraße) und Friedenstraße                             | Unter Schultheiß und Ratsschreiber Christian Friedrich Bartenbach ließ der Böckinger Gemeinderat 1878 ein dreigeschossiges Schulgebäude mit sechs Klassenzimmern errichten. Die Friedenstraßenschule war wohl das erste für diesen Zweck in Böckingen erbaute Gebäude und wurde am 25. Mai 1878 eingeweiht. 1879 wurden in der Friedenstraßenschule 469 Schüler in fünf Klassen betreut. Bis 1887 wuchs die Schülerzahl in der Friedenstraßenschule auf 702 und 1899 auf 913, wobei diese in sieben Klassen unterrichtet wurden. Seit 1884 war man aus Platznot mit manchen Klassen wieder in das Rathaus des Ortes ausgewichen. Die Friedenstraßenschule wurde auch die Mädchenschule bzw. das Mädchenschulhaus genannt, weil dort nach 1899 vor allem Mädchenklassen beheimatet waren. Der Schulunterricht wurde in der Friedenstraßenschule 1925 beendet, da das Gebäude 1926–33 als Sitz für die Böckinger Kommunalverwaltung diente. Trotzdem verblieben in der Friedenstraßenschule zwei Schulklassen, meist Hilfsschulklassen. Aufgrund seiner kommunalen Nutzung als Rathaus ist das im Zweiten Weltkrieg schwer beschädigte und danach in veränderter Form wiederhergestellte Gebäude der Friedenstraßenschule heute auch als Altes Rathaus bekannt. |
|      | Grundschule Alt-Böckingen (alte Bezeichnungen: Weststraßenschule, Hindenburgschule, Reinöhlschule)                          | seit 1900 | Weststraße (heute: Ludwigsburger Straße)                                                  | Die Schule wurde aufgrund der Raumnot in der Friedenstraßenschule wegen der steigenden Schülerzahlen 1899/1900 erbaut. Die Schule hieß zunächst Weststraßenschule und konnte die Raumnot in den Böckinger Schulen nur wenige Jahre lindern, so dass man schon 1912 mit der Alleenschule ein weiteres Schulhaus errichten musste. In den Jahren 1933 bis 1945 hieß die Schule Hindenburgschule, nach 1945 dann wieder Weststraßenschule. 1952 wurde die Schule nach Friedrich Reinöhl benannt, der von 1912 bis 1919 Direktor des Heilbronner Lehrerseminars und später Präsident der Ministerialabteilung für das Volksschulwesen in Württemberg war. Als die Schule in den 1960er Jahren stark überbelegt war, entschloss man sich zum Bau der Fritz-Ulrich-Schule und hat die Reinöhlschule 1969 in eine reine Grundschule umgewandelt. 1996/97 hatte die Schule 331 Schüler, die in 12 Klassen von 18 Lehrkräften unterrichtet wurden. Da der Namensgeber Reinöhl Befürworter der Rassenhygiene war, hat man die Schule 2012 in Grundschule Alt-Böckingen umbenannt. |
|      | Katholische Schule | 1901–1913 | Weststraße (heute: Ludwigsburger Straße)                                                  | Die Schule wurde gleichzeitig mit der St. Kilian errichtet. Die Schule hatte anfangs nur eine Klasse und bestand bis 1913. Danach zogen die Schüler in die neue Alleenschule um. Das Gebäude wurde anschließend als Schwesternstation, ab 1920 auch als katholischer Kindergarten genutzt. |
|      | Grünewaldschule Grundschule Böckingen (alte Bezeichnungen: Alleenschule, Adolf-Hitler-Schule)                               | seit 1913 | Alleenstraße (heute: Grünewaldstraße)                                                     | Der Bau der Alleenschule als Volksschule wurde 1912 aufgrund des unverminderten Bevölkerungswachstums in Böckingen nötig. Zur Zeit des Nationalsozialismus hieß die Schule Adolf-Hitler-Schule, nach dem Zweiten Weltkrieg wieder Alleenschule und seit 1952 Grünewaldschule. Nach dem Bau der Fritz-Ulrich-Schule wurde die Grünewaldschule nach 1970 zur reinen Grundschule. 1996/97 hatte die Schule 240 Schüler, die in 10 Klassen von 14 Lehrkräften unterrichtet wurden. |
|      | Haushalts- und Frauenarbeitsschule (Heilbronn)                                                                              | 1950–1974 | Grünewaldstraße/Landwehrstraße                                                            | Die Schule wurde 1876 in Heilbronn als Frauenarbeitsschule gegründet und hatte ab 1877 ihren Sitz im ehemaligen Fruchthaus in der Lohtorstraße 26. Nach der Zerstörung des Heilbronner Schulgebäudes beim Luftangriff vom 4. Dezember 1944 wechselte die Frauenarbeitsschule in verschiedene Provisorien, bevor man nach dem Zweiten Weltkrieg beschloss, die Schule zur Vollanstalt mit Haushaltsschule zu erweitern. Die Schule erhielt dazu die in den 1930er Jahren errichtete ehemalige Jugendherberge in der Landwehrstraße, unmittelbar bei der Grünewaldschule. Die Haushalts- und Frauenarbeitsschule bestand dort von 1950 bis 1974. 1975 eröffnete dann das Kreisberufsschulzentrum in der Längelterstraße, wo künftig hauswirtschaftliche Bildungsgänge angeboten wurden. |
|      | Neckartalschule (alte Bezeichnung: Wilhelm-Hofmann-Schule)                                                                  | seit 1966 | Grünewaldstraße/Landwehrstraße                                                            | Die Förderschule geht auf zwei Hilfsschulklassen zurück, die 1926 unter Leitung des dortigen Rektorats an der Alleenschule und zeitweise auch im alten Rathaus in der Schuchmannstraße untergebracht waren. In den 1950er und 1960er war die Förderschule noch eine Dépendance der Heilbronner Pestalozzischule mit sieben Klassen. 1963 wurde für die Schule ein Pavillonschulgebäude im Hof der inzwischen Grünewaldschule genannten Alleenschule errichtet. Das Gebäude wurde in Fertigbauweise von einem Unternehmen in Göppingen nach dem Patent von Fritz Stucky und Rudolf Meuli erstellt, wobei die Mode, die Seitenwände schräg nach vorne zu ziehen, eine besondere Bauform ist, die in der Heilbronner Gegend an mehreren Gebäuden der 50er und 60er vorkommt. Es war dies bereits das dritte Heilbronner Pavillonschulgebäude. Das Gebäude ist einstöckig und enthielt vier Klassenräume. Der Bau kostete etwa 306.000 Mark. Der damalige Oberbürgermeister Paul Meyle begründete die Wahl einer Pavillonschule damit, dass nur dadurch die Schulraumnot zu lösen sei. 1966 wurde die Abhängigkeit von der Pestalozzischule beendet und die Schule wurde als Wilhelm-Hofmann-Schule in eine selbständige Sonderschule L (Förderschule) umgewandelt. 1996/97 hatte die Schule 93 Schüler, die in 8 Klassen von 15 Lehrkräften unterrichtet wurden. 1998 wurde die Wilhelm-Hofmann-Schule mit der Neckargartacher Leinbachschule vereinigt. Der Name der Schule wurde später zu Neckartalschule Heilbronn geändert und die Schule bezog Räume im benachbarten ehemalige Jugendheim in der Landwehrstraße, wo sich einst auch die Haushalts- und Frauenarbeitsschule befunden hatte. |
|      | Fritz-Ulrich-Schule Grund- und Werkrealschule Böckingen                                                                     | seit 1969 | Längelterstraße                                                                           | In Folge der Überbelegung der damaligen Reinöhlschule errichtete die Stadt ab 1967 die Fritz-Ulrich-Schule im Längelter, die 1969 eingeweiht wurde. Als Besonderheit weist die Schule ein Lehrschwimmbecken auf. 1996/97 hatte die Schule 394 Schüler, die in 16 Klassen von 36 Lehrkräften unterrichtet wurden. |
|      | Heinrich-von-Kleist-Realschule (alte Bezeichnung: Realschule West)                                                          | seit 1971 | Kastanienweg 17                                                                           | Im Dezember 1968 wurde die Realschule West zunächst in der Heilbronner Zigarrenfabrik eingerichtet. Die Planung eines Neubaus an anderer Stelle, nämlich im Kreuzgrund, vollzog der Leiter des Heilbronner Hochbauamtes, Friedrich Otzmann mit den Diplomingenieuren Drechsler und Werner und Oberamtmann Mayer. Weiterhin waren das Böckinger Statikbüro von Professor Ritter und die Fachingenieure Hohl und Schweizer beteiligt. Der erste Spatenstich erfolgte am 27. April 1970. Am 16. Juli 1970 segnete der Heilbronner Gemeinderat den Kostenvoranschlag ab und vergab den Auftrag an die Firma Böpple zur Erstellung von Schule, Pausenhalle, Forum und Hausmeisterwohnung. Die Bauleitung hatte ein Bauingenieur der Firma Böpple, Helmut Hannemann. Die Baukosten betrugen 6,3 Millionen Mark. Das Richtfest der Schule, die damals noch Realschule West im Kreuzgrund hieß, war am 26. Februar 1971. Die Einweihung fand am 21. Dezember 1971 statt, wobei der Neubau nach dem Käthchendichter Heinrich von Kleist benannt wurde. 1996/97 besuchten 682 Schüler die Schule. 2002 wurde die über 30 Jahre alte Schule nach Plänen des Heilbronner Architekturbüros Müller nach modernsten technischen und energetischen Gesichtspunkten modernisiert. Seit 2007 besitzt die Schule eine Mensa. Im Jahr 2008 waren 800 Schüler an der Schule. Das Schulgebäude diente mehrmals auch als Kulisse im Film Wer aufgibt ist tot. Im Film besucht die Tochter des Familienvater Paul Lohmann (Bjarne Mädel) die Heinrich-von-Kleist-Realschule. |
|      | Elly-Heuss-Knapp-Grund- und Hauptschule mit Werkrealschule                                                                  | seit 1973 | Pfaffenhofener Straße 9–11                                                                | Die Schule gehört zum Elly-Heuss-Knapp-Schulzentrum, das in den frühen 1970er Jahren zusammen mit den Hochhaussiedlungen auf der Schanz geschaffen wurde. Die Schule wurde nach den Plänen des Arbeitskreises Rationeller Systembau errichtet. Der Arbeitskreis bestand aus den Bauunternehmern Koch und Mayer, Böpple, Schopf, Huber und Noé, den Architekten Alber, Dürr, Grossmann, Hess, Kohlmeier, Konrad, Krauter, Mockler und Winter, den Statikern Lurtz und Schnabel sowie den Fachingenieuren Hohl und Schweizer. Auf Grundlage eines einheitlichen Raster- und Bausystems wurde das Gebäude der Grundschule in Fertigbauweise errichtet. Die Grundschule verfügt über 10 Klassenzimmer, zwei Zimmer für Unterricht in Bildender Kunst, einen Werkraum mit Maschinenraum, einem Raum für Handarbeiten und einem Raum für den Schulkindergarten. Das Gebäude entstand in 10-monatiger Bauzeit und wurde am 15. Oktober 1971 bezogen, wobei die Baukosten 1.240.000 DM betrugen. Ein Hausmeisterwohnhaus, das zusätzlich errichtet wurde, kostete 649.500 DM. Bis 1975 wurde neben der Grundschule noch die Hauptschule errichtet. Die Schule wurde 1996/97 von 535 Schülern in 23 Klassen besucht, die durch 42 Lehrkräfte betreut wurden. Sie ist heute eine Brennpunktschule mit Schülern mit Migrationshintergrund. Seit Februar 1999 arbeitet ein Diplom-Sozialarbeiter an der Schule, der vom Förderverein getragen wird. Im Jahre 2000 wurde ein Ganztagesschulangebot an der Hauptschule mit Mensa, zusätzlichem Unterricht, Arbeitsgemeinschaften und Hausaufgabenbetreuung eröffnet. Die Mensa dürfen auch die Grundschulkinder benutzen. Die Schülerzahlen betragen gegenwärtig etwa 150 Schüler in der Grundschule, die zusätzlich zwei Grundschulförderklassen führt, sowie etwa 300 Schüler an der Hauptschule mit Werkrealschulklasse. |
|      | Elly-Heuss-Knapp-Gymnasium Heilbronn (alte Bezeichnungen an vormaligen Standorten: Höhere Mädchenschule, Mädchenoberschule) | seit 1975 | Kraichgauplatz 17                                                                         | Schulträger ist die Stadt Heilbronn. Namenspatin der Schule ist die Politikerin Elly Heuss-Knapp. Die Schule geht auf die 1879 gegründete Heilbronner Höhere Mädchenschule zurück, die sich nach der Zerstörung eines älteren Schulgebäudes im Zweiten Weltkrieg an der Karlstraße 44 (heute Mönchsee-Gymnasium) befand und dort auch den heutigen Namen erhielt. Die Schule war bis in die frühen 1970er Jahre ein reines Mädchengymnasium, erst im Juli 1973 wurden beginnend mit Klassenstufe 5 und mit Hinblick auf die Fertigstellung des 1971 begonnenen Neubaus auf der Schanz erstmals auch Jungen am EHKG aufgenommen. Am 21. März 1975 wurde das Gebäude am Kraichgauplatz offiziell eingeweiht und bis 1977 wurden noch die aus Sporthalle und Freiplätzen bestehenden Sportanlagen angelegt. 1992 ist das Schulhaus umfassend saniert worden. 1996/97 hatte die Schule 920 Schüler, die in 36 Klassen von 70 Lehrkräften unterrichtet wurden. 2007 wurde die Schule um eine Mensa erweitert. |
|      | Christiane-Herzog-Schule (alte Bezeichnung: Haus- und landwirtschaftliche Kreisberufs- und Berufsfachschule)                | seit 1975 | Längelterstraße 106                                                                       | Das Böckinger Kreisberufsschulzentrum wurde am 19. August 1975 eingeweiht und bis zum September 1982 erweitert. Die Christiane-Herzog-Schule ging aus der darin befindlichen Haus- und landwirtschaftlichen Kreisberufsschule hervor. Die Schule wurde 1996/1997 von 1665 Schülern besucht, davon waren 743 in Teilzeit, 922 in Vollzeit. Die Schüler wurden in 76 Klassen von 114 Lehrkräften betreut. An der Christiane-Herzog-Schule gibt es die Möglichkeit folgende Berufsabschlüsse im Agrarbereich zu erwerben: - Gärtner - Florist - Winzer - Küfer An der Christiane-Herzog-Schule gibt es die Möglichkeit folgende Berufsabschlüsse im hauswirtschaftlichen Bereich zu erwerben: - Hauswirtschaftlich-technischer Helfer - Hauswirtschafter - Erzieher Weitere Schulangebote: Berufsvorbereitungsjahr mit Hauptschulabschluss, Zweijährige Berufsfachschule mit Fachschulreife, einjähriges Berufskolleg mit Fachhochschulreife, Ernährungswissenschaftliches Gymnasium mit Vollabitur oder Fachhochschulreife. |
|      | Andreas-Schneider-Schule (alte Bezeichnung: Kaufmännische Kreisberufsschule)                                                | seit 1975 | Längelterstraße 106                                                                       | Die Andreas-Schneider-Kreisberufsschule (ASS) ging aus der Kaufmännischen Kreisberufsschule im 1974/75 erbauten Berufsschulzentrum hervor. 2006/07 wurde die Schule von 2400 Schülern besucht, davon waren 1.400 in Teilzeitklassen (kaufmännische Berufsschule), 1.000 in Vollzeitklassen (Berufsfachschule für Büro und Handel, Wirtschaftsschule, Berufskollegs und dreijähriges Wirtschaftsgymnasium). Die Schüler wurden in 100 Klassen von 100 Lehrkräften unterrichtet. 2002/2003 wurde die ASS-Junior-Trade Heilbronn, eine Schulfirma, die mit Bürobedarf für Schüler handelt, gegründet. Seit 2005/06 gibt es auch ein neues Wirtschaftsgymnasium an der Andreas-Schneider-Schule, das von 60 Schülern besucht wird. An der Andreas-Schneider-Schule gibt es die Möglichkeit folgende Berufsabschlüsse zu erwerben: - Industriekaufleute - Bankkaufleute - Finanzassistenten - Sozialversicherungsfachangestellten - Fachangestellter für Arbeitsmarktdienstleistungen - Justizangestellte - Kaufleute für Büroangestellte - Fachkräfte für Brief- und Kraftverkehr - Datenverarbeitungskaufleute - Wirtschaftsassistenten Zusatzqualifikation der Fachhochschulreife Weitere Schulangebote: Berufsfachschule für Bürotechnik, Wirtschaftsschule mit Erwerb der Fachschulhochschulreife, Zweijähriges berufsbegleitendes kaufmännisches Berufskolleg mit Fachhochschulreife. |